# Pogorzała Wieś
Pogorzała Wieś est une localité polonaise de la gmina rurale de Miłoradz située dans le powiat de Malbork en voïvodie de Poméranie. Elle se trouve à environ 8 km à l'ouest de Malbork et à 44 km au sud-est de la capitale régionale Gdańsk.

## Géographie

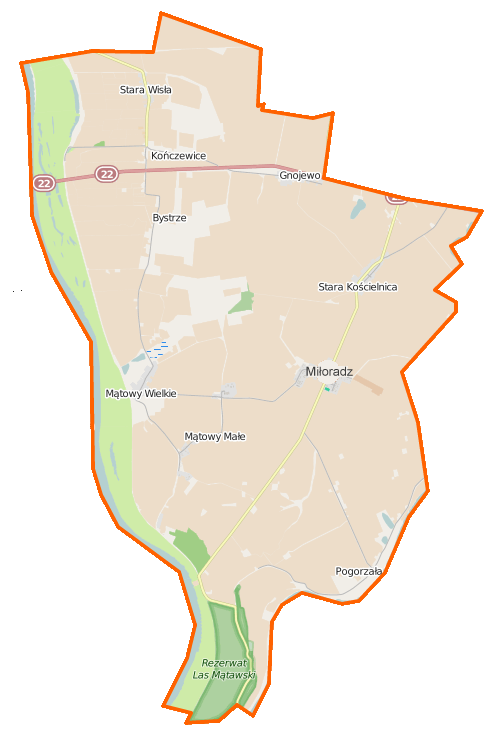
Carte de la gmina de Miłoradz.